# Iseia luxurians
Iseia luxurians là một loài thực vật có hoa trong họ Bìm bìm. Loài này được (Moric.) O'Donell mô tả khoa học đầu tiên năm 1953.